# Mîkolaivka Perșa, Bârzula
Mîkolaivka Perșa (în ucraineană Миколаівка Перша) este un sat în comuna Cuialnic din raionul Bârzula, regiunea Odesa, Ucraina.

## Demografie
Componența lingvistică a localității Mîkolaivka Perșa
     Ucraineană (87,67%)
     Rusă (8,9%)
     Română (3,42%)
Conform recensământului din 2001, majoritatea populației localității Mîkolaivka Perșa era vorbitoare de ucraineană (87,67%), existând în minoritate și vorbitori de rusă (8,9%) și română (3,42%).